# دیده‌بان لاتین
دیده بان لاتین جدول ضبط رسمی مکزیک و آمریکای لاتین است این چارت در سال ۱۹۶۴ به وجود آمد ولی وبگاه آن برای سال ۲۰۰۳ است مهم‌ترین و پر سابقه‌ترین این چارت لس پراواس است که علی‌رغم منحل شدن هنور هم آلبوم‌هایش به فروش می‌رسد